# Zastawci
Zastawci (ukr. Заставці) – wieś na Ukrainie, w obwodzie chmielnickim, w rejonie chmielnickim, w hromadzie Stara Sieniawa. W 2001 liczyła 1234 mieszkańców, spośród których 1221 wskazało jako ojczysty język ukraiński, 10 rosyjski, a 3 białoruski.